# Doliornis sclateri
Cotinga-de-barriga-castanha ou cotinga-inca (Doliornis sclateri) é uma espécie de ave da família Cotingidae.
É endémica do Peru.
Os seus habitats naturais são: regiões subtropicais ou tropicais húmidas de alta altitude e campos de altitude subtropicais ou tropicais.
Está ameaçada por perda de habitat.